# Miconia cordifolia
Miconia cordifolia là một loài thực vật có hoa trong họ Mua. Loài này được (Alain) Borhidi mô tả khoa học đầu tiên năm 1977.